# Après Cannes
Après Cannes est une poésie écrite par José-Maria de Heredia, publiée dans son recueil Les Trophées, en souvenir de « la plus terrible défaite de l'histoire romaine ». Cannes est située dans le sud de l'Italie, tout près de la côte adriatique, un peu au nord de Tarente, dans la région des Pouilles. C'est là que le 2 août 216 avant Jésus-christ, les armées d'Hannibal, le célèbre capitaine carthaginois, infligèrent des pertes terribles aux Romains : plus de 50000 morts et près de 20000 prisonniers (voir bataille de Cannes).